# メゼーファルヴァ - レートシラシュ線
メゼーファルヴァ - レートシラシュ線（ハンガリー語;Mezőfalva–Rétszilas-vasútvonal）は、ハンガリー国鉄の鉄道線の名称である。路線番号43。

## 運行形態
- S431系統：　ドゥナウーイヴァーロシュ - レートシラシュ - シモントルニャ
一日6往復の運行。レートシラシュ以西は40号線に直通する。うち1往復に限り、ウーイヴェニムを通過する。
2022年度以前は一日2往復の運行で、S432系統と合わせて一日5往復となっていた。2往復とも、ウーイヴェニムに停車していた。

- 過去の運行系統
  - S432系統：　ドゥナウーイヴァーロシュ - レートシラシュ - ツェツェ
2022年度以前、一日3往復運行していた。レートシラシュ以西は46号線に直通していた。うち1往復に限り、ウーイヴェニムを通過していた。
2023年度よりS431系統が増発され、S432系統は休止となった。

## 駅一覧
以下では、ハンガリー国鉄43号線の駅と営業キロ、停車列車、接続路線などを一覧表で示す。
- 停車駅
  - ■印：全列車停車
  - ●印：大部分停車、一部通過
  - ○印：大部分通過、一部停車
  - ｜印：全列車通過

| 路線名 | 駅名                       | 駅間営業キロ | 累計営業キロ | S | 接続路線       | 所在地         | 所在地                     |
| ------ | -------------------------- | ------------ | ------------ | - | -------------- | -------------- | -------------------------- |
| 42     | ドゥナウーイヴァーロシュ駅 | -            | -12          | ■ | 42号線         | フェイェール県 | ドゥナウーイヴァーロシュ郡 |
| 42     | ウーイヴェニム駅           | 6            | -6           | ● |                | フェイェール県 | ドゥナウーイヴァーロシュ郡 |
| 43     | メゼーファルヴァ駅         | 6            | 0            | ■ |                | フェイェール県 | ドゥナウーイヴァーロシュ郡 |
| 43     | ナジカラーチョニ上駅       | 5            | 5            | ■ |                | フェイェール県 | ドゥナウーイヴァーロシュ郡 |
| 43     | ナジカラーチョニ駅         | 3            | 8            | ■ |                | フェイェール県 | ドゥナウーイヴァーロシュ郡 |
| 43     | アラプ駅                   | 8            | 16           | ■ |                | フェイェール県 | シャールボガールド郡       |
| 43     | レートシラシュ下駅         | 1            | 17           | ■ |                | フェイェール県 | シャールボガールド郡       |
| 43     | レートシラシュ駅           | 4            | 21           | ■ | 40号線、46号線 | フェイェール県 | シャールボガールド郡       |